# Дудергофские высоты
Дудергофские высоты (фин.  Tuutarin mäet) — памятник природы, группа холмов ледникового происхождения, одна часть которых (гора Кирхгоф) расположена в Ломоносовском районе Ленинградской области, а другая (Воронья гора и Ореховая гора) на юго-западе Санкт-Петербурга. По Вороньей и Ореховой горам от станции Дудергоф проходит экологический маршрут протяжённостью 2,5 км, оборудованный смотровыми площадками со скамейками, лестницами и информационными стендами.

## Физико-географическая характеристика

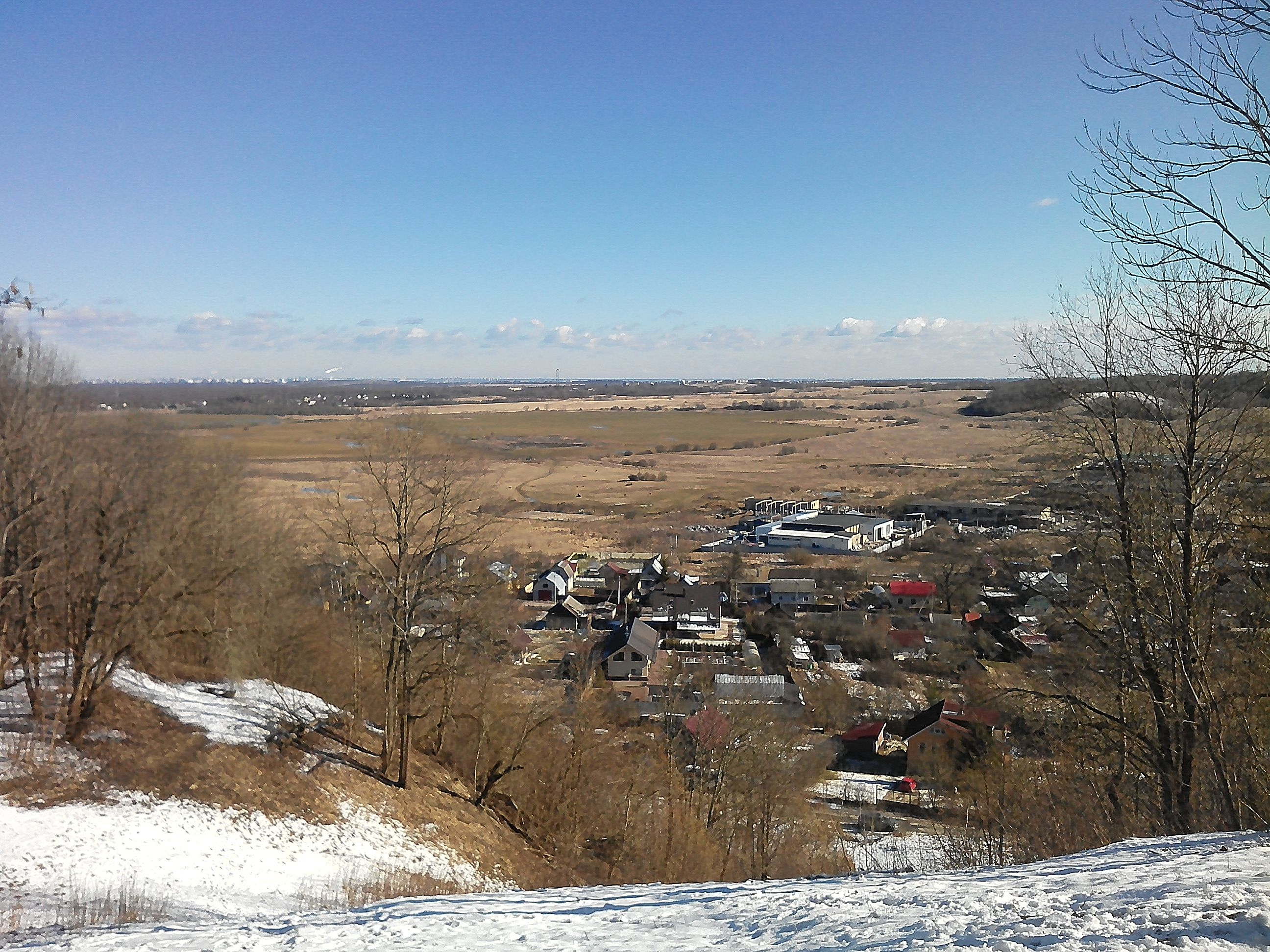
Вид с самой высокой точки Ореховой горы.

Дудергофские высоты (называемые также Дудергофской возвышенностью или Дудергофскими горами) представляют собой возвышенность у верхней бровки Балтийско-Ладожского уступа, ограниченную ложбинами ледникового выпахивания. Северная гряда имеет абсолютную высоту около 147 м и именуется Вороньей горой. Южная, более обширная гряда называется Ореховой горой, достигает высоты 176 м над ур. м. и является самой высокой точкой Санкт-Петербурга и одной из самых высоких точек во всей юго-западной части Ленинградской области. Восточнее Ореховой горы располагается гора Кирхгоф (170 м). В XVIII веке Воронья и Ореховая гора не различались и считались одной Дудоровой горой.
Высота над окружающей местностью достигает у Вороньей горы 30—50 м, у Ореховой — 40—65 м. Западная (по отношению к горам) ложбина хорошо выражена в рельефе и имеет глубину 20—25 м при ширине 0,8—1,0 км. Её днище у подножья Дудергофских высот занято Дудергофским озером, из которого берёт начало р. Дудергофка, впадающая в Финский залив. Урез воды в озере имеет абсолютную отметку около 80 м. Восточная ложбина имеет вид широкой впадины, южная её часть в современном рельефе не выражена.
Воронью и Ореховую гряды разделяет глубокая ложбина шириной не более 100 м. В свою очередь, западная часть Вороньей горы разделена более короткими ложбинами. Наиболее широкая долина с прудом разделяет Воронью гряду почти пополам и сохраняет с XIX в. название Театральной долины.
В Дудергофские высоты врос посёлок Дудергоф (Можайский), горы Воронья и Ореховая разделяются Советской улицей. Однако вершины гор являются охраняемой зоной. Иногда названия Ореховой и Вороньей гор меняют местами. У западного подножья Дудергофских высот, южнее посёлка, расположилась деревня Кавелахта, а у восточного — Пикколово и Вариксолово.
Дудергофская возвышенность имеет свой микроклимат, который существенно отличается от климата окружающей территории Ижорского плато: здесь раньше выпадает снег и дольше продолжительность его залегания, особенно на северных склонах. В то же время, южные склоны и защищённые от ветров участки долин имеют более продолжительные безморозный и вегетационные периоды, что положительно отражается на условиях вызревания и урожайности различных сельскохозяйственных культур. Однако метеостанции на Дудергофских горах никогда не было, а данные ближайшей метеостанции Гатчина не репрезентативны для характеристики климата данной территории.

## Рельеф

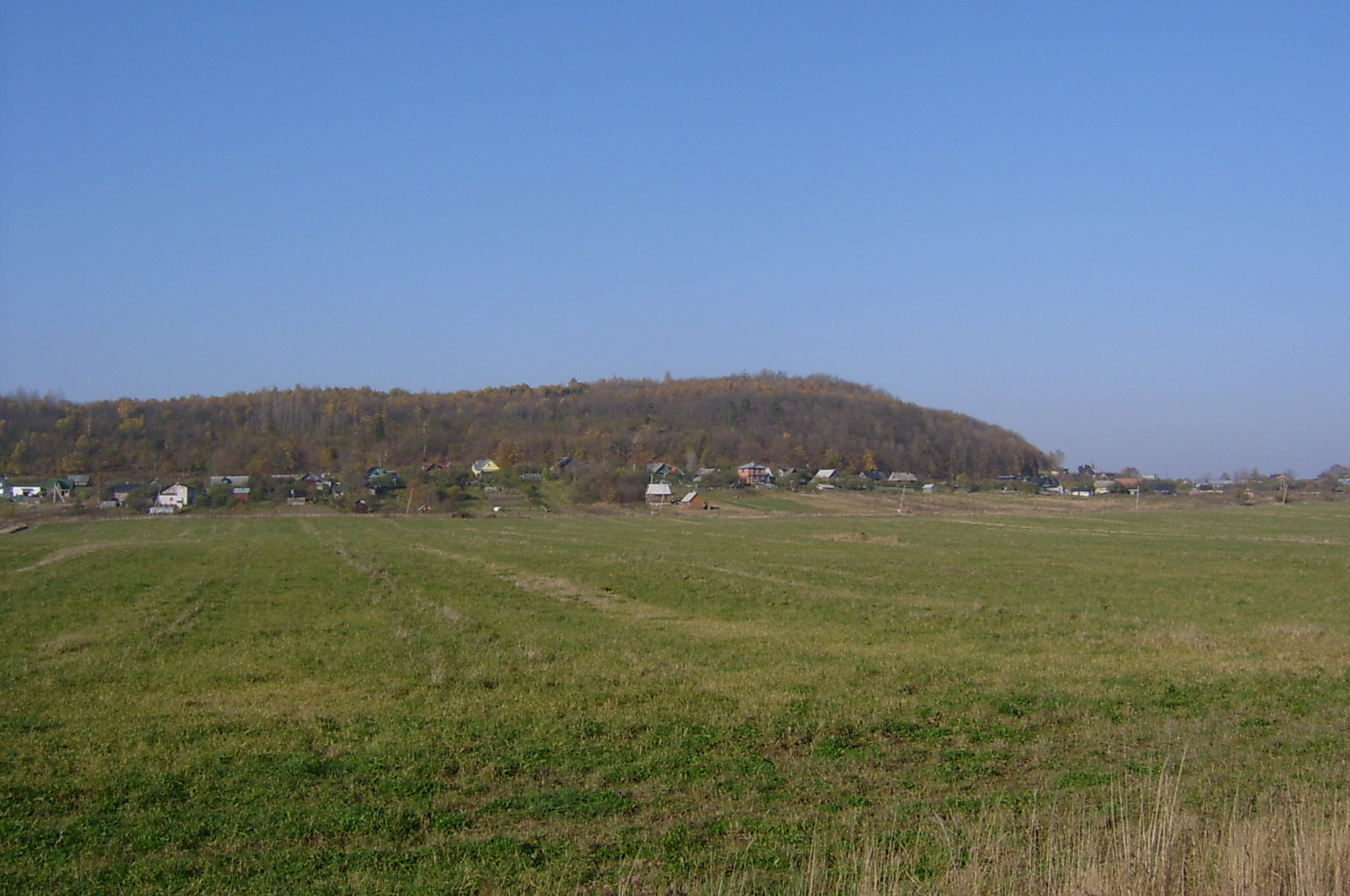
Воронья гора

Рельеф Дудергофских высот отличается необычайной контрастностью: преобладают склоны крутизной 15—30°, а на северном склоне Ореховой горы — до 35°. Преобладание крутых и очень крутых склонов делает Дудергофские высоты похожими на настоящие горы, возвышающиеся над маловыразительным рельефом Приневской низины и Ижорской возвышенности.
Для холмисто-котловинного ледникового и водно-ледникового (камового) рельефа, широко распространённого в Ленинградской области, подобные формы (в особенности уклоны) не характерны, что заставляет предположить необычное происхождение Дудергофских высот (об этом сказано ниже).
Вершины холмов контрастируют со склонами: они, как правило, уплощённые, имеют уклоны до 5° и напоминают волнистые плато. Склоны местами слабо террасированы, в нижней части несколько выполаживаются и переходят в делювиальные шлейфы. Крутизна склонов способствует развитию эрозии, благодаря распространению глинистых и суглинистых грунтов происходят оползни. По всей видимости, узкие прерывающиеся террасы на склонах (например, в юго-восточной части Ореховой горы) имеют отчасти оползневое происхождение.
В современном рельефе Дудергофских высот большую роль играют отрицательные микро- и мезоформы, появившиеся в XX в., особенно во время Второй мировой войны — окопы, траншеи, блиндажи, а также мелкие карьеры по добыче песка, глины, известнякового щебня. На вершинах довольно много валунов кристаллических пород различного размера. Естественные обнажения дочетвертичных пород отсутствуют; имеется несколько небольших карьеров, где вскрыты сильно раздробленные известняки и пески нижнего и среднего ордовика и кембрийские глины.

## Геология

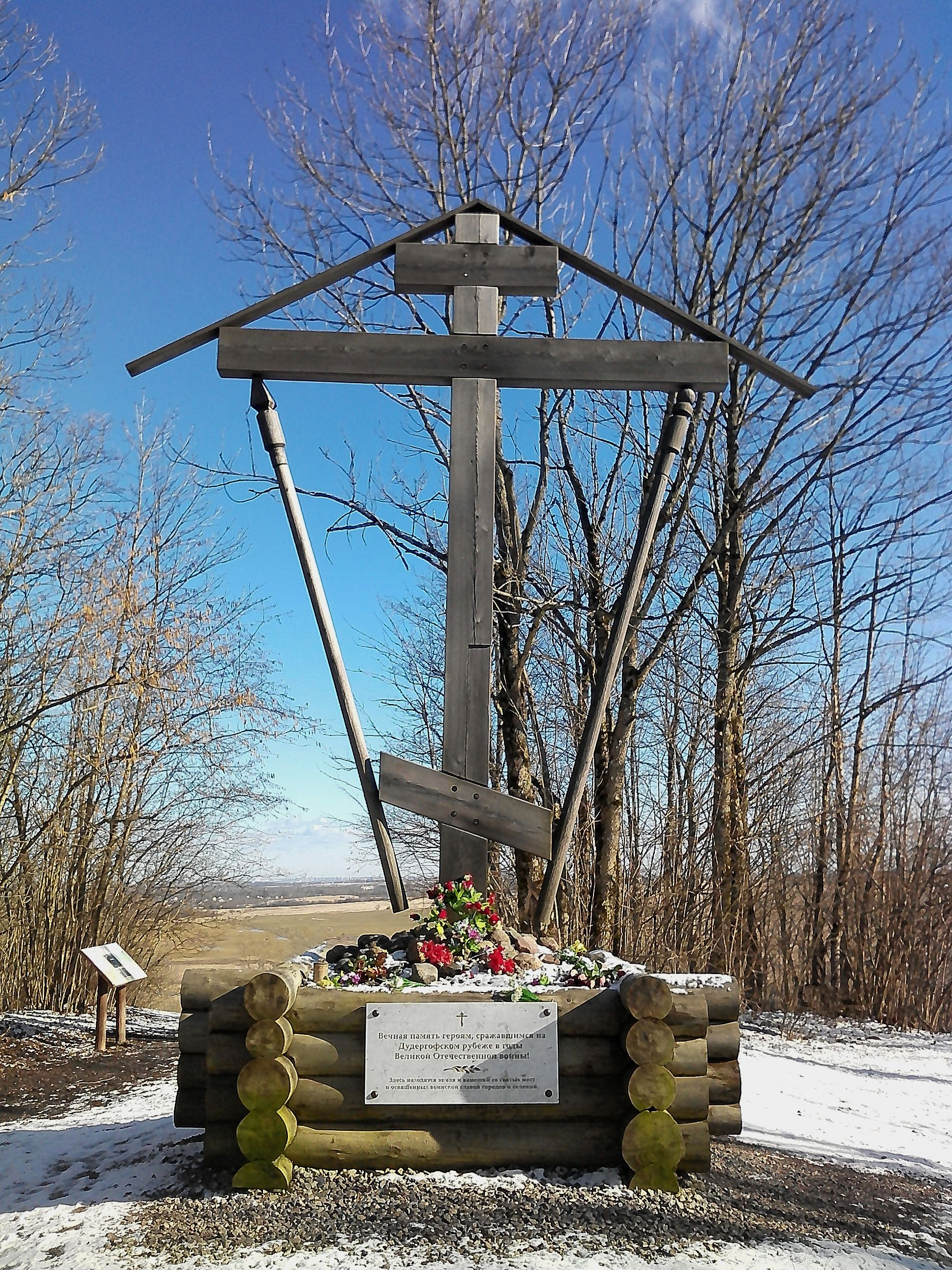
Памятник героям ВОВ на вершине Ореховой горы.

Возвышенность сложена кембрийскими глинами, поверх которых лежат породы ордовикского возраста и четвертичные отложения. С запада Дудергофские высоты окружены Таицкими моренными грядами. Морена лежит на поверхности Ижорской возвышенности, имеющей здесь наибольшие высоты.
Геологическое строение Дудергофских гор весьма необычно и не менее 150 лет служит предметом довольно оживлённых дискуссий.
Кристаллический фундамент в районе Дудергофских высот находится на глубине около 340 м. Над ним лежит толща верхнепротерозойских песчаников и глин (200—240 м) и отложений ломоносовской и лонтоваской свит нижнего кембрия (плотные глины и алевролиты) мощностью 70—120 м. Верхняя часть геологического разреза Ижорской возвышенности западнее Дудергофских гор представлена породами нижнего и среднего ордовика. Коренные породы здесь почти повсеместно перекрыты слоем четвертичных ледниковых отложений — валунных суглинков и супесей мощностью до 10 м.
Условия залегания, мощность и облик пород, слагающих Дудергофские высоты, аномальны для окружающей территории. Так, обычно падение слоёв палеозойских пород в районе Санкт-Петербурга моноклинально и измеряется минутами дуги; здесь же породы кембрия и ордовика падают под углами, доходящими до 70°, азимут падения весьма изменчив; амплитуда поднятия кровли лонтоваских глин кембрия и вышележащих пород доходит до 100 м. Мощность четвертичных отложений в пределах Ижорской возвышенности обычно не превышает нескольких метров, в то время как на Дудергофских высотах она составляет 65—80 м. Все эти признаки свидетельствуют о наличии крупной дислокации пород.

## Растительность
Дудергофские высоты покрыты лесом, состоящим из таких пород, как клён, ясень, липа, лещина, ива, осина, рябина, черёмуха. В небольших количествах присутствуют дуб, вяз, берёза, ель, сосна. Широколиственные породы имеют как естественное происхождение (из состава некогда произраставших на значительной части Дудергофских высот коренных елово-широколиственных лесов до освоения территории людьми), так и искусственное. Ведь в XIX веке на основе естественного леса был создан ландшафтный парк с дополнительными посадками широколиственных и некоторых хвойных деревьев, а также декоративных кустарников, которые за счёт самосева семян нередко «убегали» из посадок и дичали (натурализовывались). Например, существует версия, что дуб и вяз, имея на Дудергофских высотах, один — частично, а другой — по-видимому, полностью культурное происхождение, одичали здесь. Доподлинно неизвестно, были ли саженцы широколиственных пород для создания искусственных насаждений только привозными, или всё же в значительной мере отбирались из подроста местных естественных лесов. Но есть весомые основания считать, в частности, дуб исконным обитателем этих мест, росшим задолго до начала окультуривания, которое пришлось на 1820—1830-е годы XIX века: об этом свидетельствует пень от старого дуба, который застал даже события 20-х годов XVIII века. Во время Великой Отечественной войны окультуренная лесная растительность парка была почти полностью уничтожена, а впоследствии стали разрастаться широколиственные породы деревьев и лещина, образуя вторичные леса и кустарниковые заросли. Из кустарников помимо лещины встречаются смородина, калина, жимолость, крушина, волчье лыко, жостер. Обильно неморальное разнотравье. Кроме указанных деревьев и кустарников, в одичавшем виде встречаются бузина и очень редко бук довоенных посадок (пневой порослью и небольшими многоствольными деревьями высотой 6—8 метров). Существуют незначительные посадки конского каштана, пихты и лиственницы.